# Морвиль, Шарль-Жан-Батист Флёрьо
Шарль-Жан-Батист Флёрьо (фр. Charles-Jean-Baptiste Fleuriau; 30 октября 1686, Париж — 2 февраля 1732, там же), граф де Морвиль — французский государственный деятель и дипломат.

## Биография
Сын Жозефа Флёрьо, сеньора д'Арменонвиля, и Жанны Жильбер.
25 декабря 1702 назначен преемником своего отца на постах бальи, капитана и губернатора Шартра.
Начал службу в магистратуре. Королевский адвокат в парижском Шатле (19.08.1706), советник Парижского парламента (16.01.1709), генеральный прокурор Большого совета (7.03.1711).
В январе 1718 сменил Шатонёфа в должности посла в Голландии. 8 марта того же года убедил Генеральные штаты Нидерландов подписать Четверной альянс и был назначен почётным советником Большого совета.
24 апреля 1719, после отставки отца, стал секретарём Большого Креста ордена Святого Людовика.
В 1721 году был полномочным представителем на Камбрейском конгрессе.
28 февраля 1722 сменил отца на посту государственного секретаря по флоту. 11 апреля стал государственным советником.
11 марта 1723 был избран во Французскую академию на место аббата Данжо. 22 июня был принят в число "бессмертных" Роланом Мале.
После смерти кардинала Дюбуа в августе 1723 герцог Орлеанский назначил Морвиля государственным секретарём иностранных дел. 22 октября 1724 был пожалован Филиппом V в рыцари ордена Золотого руна. В период его министерства 3 сентября 1725 был заключён Ганноверский союз Франции, Англии и Пруссии против Венского союза Австрии, Голландии, Дании и Швеции, что создало новую военную угрозу.
Смерть Екатерины I, посредничество папы и позиция кардинала Флёри привели к подписанию Парижских прелиминарий 31 мая 1727, урегулировавших конфликт. Морвиль был на этих переговорах полномочным представителем Людовика XV.
В октябре 1726 стал протектором Бордосской академии наук и искусств.
19 августа ушёл в отставку с постов государственного секретаря и секретаря Большого креста Святого Людовика, по слухам, то ли из-за недовольства опалой отца, то ли его отставки требовала королева Испании, считавшая Морвиля виновным в отправке назад испанской инфанты.
Король пожаловал графу пенсион в 20 000 ливров и апартаменты в Версале.

## Семья
Жена (3.02.1711): Шарлотта-Элизабет де Вьен (2.11.1687—20.12.1761), дочь Шарля-Луи де Вьена, графа де Лемона, советника Парламента, и Маргерит-Шарлотты Клерамбо
Дети:
- Жан-Батист (26.12.1711—14.04.1742, Прага), маркиз д'Арменонвиль, полковник драгун (14.12.1727), губернатор Шартра, бальи Бар-сюр-Сена, бригадир (15.03.1740). Жена (22.12.1735): Филиберта-Жанна Амело де Шайю (1717—2.12.1764), дочь Жан-Жака Амело, сеньора де Шайю, рекетмейстера, интенданта финансов и государственного секретаря, и Анн-Мари-Полин-Жертрюд Бомбард. Брак бездетный
- дочь (р. 06.1717)
- Жакетта-Жанна-Тереза (27.12.1712—19.04.1769). Муж (15.07.1728): Александр-Никола де Ларошфуко (1709—1760), граф де Сюржер
- Шарлотта-Маргерит (16.07.1725—1815). Муж (22.12.1740): маркиз Пьер-Эмманюэль де Крюссоль-Флорансак (1717—1758)